# Yang Lian
Yang Lian (16 de outubro de 1982, em Xiangtan, Hunan) é uma halterofilista chinesa.
Durante o campeonato mundial de 2006, Yang Lian definiu quatro recordes mundiais: um no arranque (98 kg), um no arremesso (119 kg) e dois no total combinado (214 [98+116], depois 217 kg [98+119]), na categoria até 48 kg.
QUADRO DE RESULTADOS
| Ano  | Competição                          | Classe de peso | Marca (kg)   | Pos. | Ref.        |
| ---- | ----------------------------------- | -------------- | ------------ | ---- | ----------- |
| 2005 | Jogos da Ásia Oriental em Macau     | –48 kg         | 207 (90+117) | 1    | [ 4 ] [ 5 ] |
| 2006 | Campeonato Mundial em São Domingos  | –48 kg         | 217 (98+119) | 1    | [ 6 ] [ 3 ] |
| 2009 | Jogos da Ásia Oriental em Hong Kong | –48 kg         | 202 (90+112) | 1    | [ 6 ]       |